# 保基苗族彝族乡
保基苗族彝族乡是中华人民共和国贵州省六盤水市盘州市下辖的一个民族乡。

## 行政区划
保基苗族彝族乡下辖以下村级行政区划单位：
冷风村、垤腊村、厨子寨村、风座村、黄兴村、雨那洼村和陆家寨村。